# Lagleygeolle
 Lagleygeolle  (en occitano La Gleisòla) es una comuna  y población de Francia, en la región de Lemosín, departamento de Corrèze, en el distrito de Brive-la-Gaillarde y cantón de Meyssac.
Su población en el censo de 2008 era de 233 habitantes.
Está integrada en la Communauté de communes des Villages du Midi Corrézien.

## Demografía
| 321 | 323 | 300 | 255 | 257 | 234 | 233 |
| Para los censos de 1962 a 1999 la población legal corresponde a la población sin duplicidades (Fuente: INSEE [Consultar]) |     |     |     |     |     |     |